# František Moravec

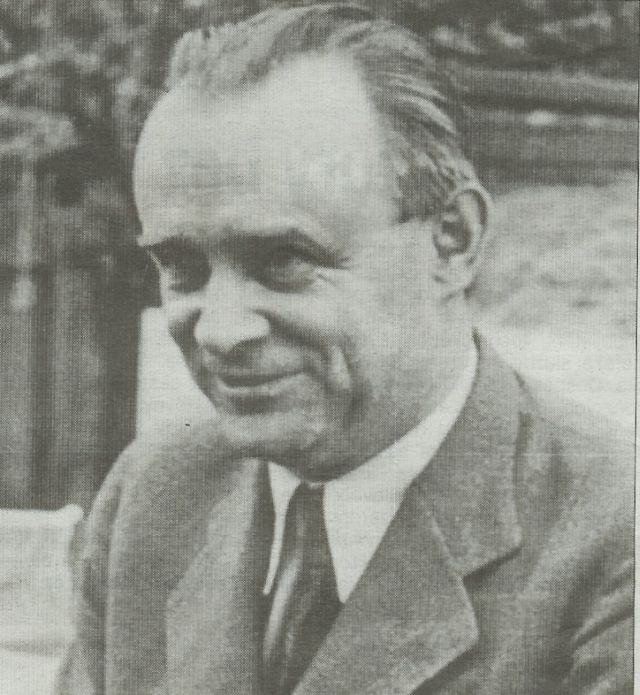
František Moravec (1952)

František Moravec (* 23. Juli 1895 in Čáslav (Böhmen); † 26. Juli 1966 in Washington, D.C.), ehemaliger Legionär, war hochdekorierter hoher Offizier der Tschechoslowakischen Armee in der Vorkriegstschechoslowakei, ab 1937 Chef des militärischen Nachrichtendienstes in der Tschechoslowakei und ab 1940 dann unter der Exilregierung in London, zuletzt im Rang eines Brigadegenerals, und gehörte zu den bedeutenden Persönlichkeiten des tschechoslowakischen Widerstandes gegen die deutsche Besetzung 1939–1945. Nach 1945 kehrte er in die Tschechoslowakei zurück und blieb in der Armee, bis er 1948 zuerst nach Deutschland und dann in die USA floh.

## Leben
Moravec, der 1913 am Gymnasium das Abitur ablegte, belegte an der Karlsuniversität Prag Philologie (Latein und Französisch), musste sein Studium jedoch vorzeitig beenden, weil er zur Armee einberufen wurde. Er besuchte eine Offizierschule und wurde nach Ungarn und später als Leutnant nach Galizien abkommandiert. Moravec kam in die russische Gefangenschaft, wechselte die Seiten und meldete sich 1916 freiwillig in die Serbische Legion. Er nahm an Kämpfen an der rumänischen Front teil und kämpfte gegen die Mittelmächte bei Thessaloniki. Im März 1918 wurde Moravec zu den tschechoslowakischen Legionen in Frankreich an die Front im Elsass versetzt. Ende des Jahres kehrte er in die Tschechoslowakei zurück und setzte den Dienst in Pilsen fort, wo er auch heiratete. Moravec beschloss in der Armee zu bleiben und studierte 1925–1928 an der Militärhochschule in Prag.

## Tätigkeit im Nachrichtendienst
Moravec arbeitete ab Ende 1929 in leitender Funktion in der nachrichtendienstlichen Abteilung der Militärkommandantur in Pilsen, am 30. September 1934 wurde er dann zum Generalstab in Prag abkommandiert, wo er ebenfalls in leitender Position für den militärischen Nachrichtendienst (die „2. Abteilung“) tätig war – als Leiter einer Unterabteilung und ab 1937 im Rang eines Obersts als stellvertretender Leiter, ab Januar 1939 dann als provisorischer Leiter des Nachrichtendienstes.
Zu seinem großen Erfolg in dieser Zeit gehört die Rekrutierung eines der wichtigsten Agenten der Zeit, des Offiziers der deutschen Abwehr Paul Thümmel, der als Agent A-54 bekannt wurde, der viele wichtige, wenn auch nicht immer genaue Informationen lieferte.
Aufgrund einer Warnung von A-54 über die bevorstehende sogenannte Zerschlagung der Rest-Tschechei am 15. März 1939 verließ Moravec einen Tag davor mit zehn weiteren Mitarbeitern und viel Material mit britischer Hilfe die Tschechoslowakei und flog nach London. In der Exilregierung des Präsidenten Edvard Beneš setzte er seine bisherige Tätigkeit fort: am 1. August 1940 wurde er Leiter der nachrichtendienstlichen Zentrale des tschechoslowakischen Verteidigungsministeriums, ab Juni 1941 dann der umbenannten „2. Abteilung“. Er unterhielt weiterhin Kontakte mit dem Agenten A-54 und vor allem mit den Widerstandsorganisationen im Protektorat Böhmen und Mähren; die Informationen, die er an die Verbündeten weiterlieferte, wurden hoch geschätzt. Moravec zeichnete verantwortlich auch für die Vorbereitung und Durchführung der Operation Anthropoid, des Attentats auf Reinhard Heydrich. Nach 1944 war er außerdem Vizestabschef für die Bildung der tschechoslowakischen Exilarmee und Vizestabschef der Hauptkommandantur in London; am 28. Oktober 1944 wurde er zum Brigadegeneral befördert. Moravec gehörte zu den bedeutendsten Persönlichkeiten des tschechoslowakischen Widerstandes dieser Zeit.
Am 5. Juni 1945 kehrte Moravec in die Tschechoslowakei zurück, konnte sich jedoch nicht durchsetzen. Auf Betreiben einiger durch die Kommunistische Partei dominierter Ministerien wurden gegen ihn einige Untersuchungen eingeleitet, die erst nach dem Eingreifen des Präsidenten Beneš zurückgezogen wurden. Moravec beschloss, noch einmal ins Exil zu gehen, dies gelang ihm am 29. März 1948. Einige Zeit war er für den US-Oberst Charles Katek tätig, einen Mitarbeiter von OSS und CIC, der Kuriere für Gänge in die Tschechoslowakei ausbildete. Ende 1954 erreichte Moravec die USA, wo er bis zu seinem Tod als Berater und Analytiker für das Verteidigungsministerium arbeitete.
1991 wurde er posthum zum Armeegeneral befördert. 1999 wurde nach ihm eine Spezialeinheit der tschechischen Streitkräfte benannt, die 601. skupina speciálních sil.

## Auszeichnungen
Moravec ist Träger zahlreicher hoher militärischer Auszeichnungen, darunter:
- Kriegsverdienstkreuz (Italien)
- Médaille Commémorative de la Grande Guerre
- Kriegskreuz (Griechenland)
- Legion of Merit
- Order of the British Empire
- Tschechoslowakisches Kriegskreuz 1914–1918
- Tschechoslowakisches Kriegskreuz 1939
- Orden des Weißen Adlers (Serbien)
- Orden der Krone von Rumänien
- Falken-Orden (Tschechoslowakei)
- Croix de guerre (1914–1918)
- Russischer Orden des Heiligen Georg
- Militär-Verdienstmedaille (Österreich)

## Schriften
- František Moravec: Master of Spies. The Memoirs of General Frantisek Moravec. The Bodley Head Ltd 1975, ISBN 0-370-10353-X (Autobiographie), mit Reprints
- František Moravec: Špion, jemuž neveřili (Übersetzung aus dem Englischen), Sixty-Eight Publishers, Toronto 1977, ISBN 0-88781-032-2, mit Reprints